# Gangasandra, Malur
Gangasandra là một làng thuộc tehsil Malur, huyện Kolar, bang Karnataka, Ấn Độ.